# I bitwa pod Wawrem

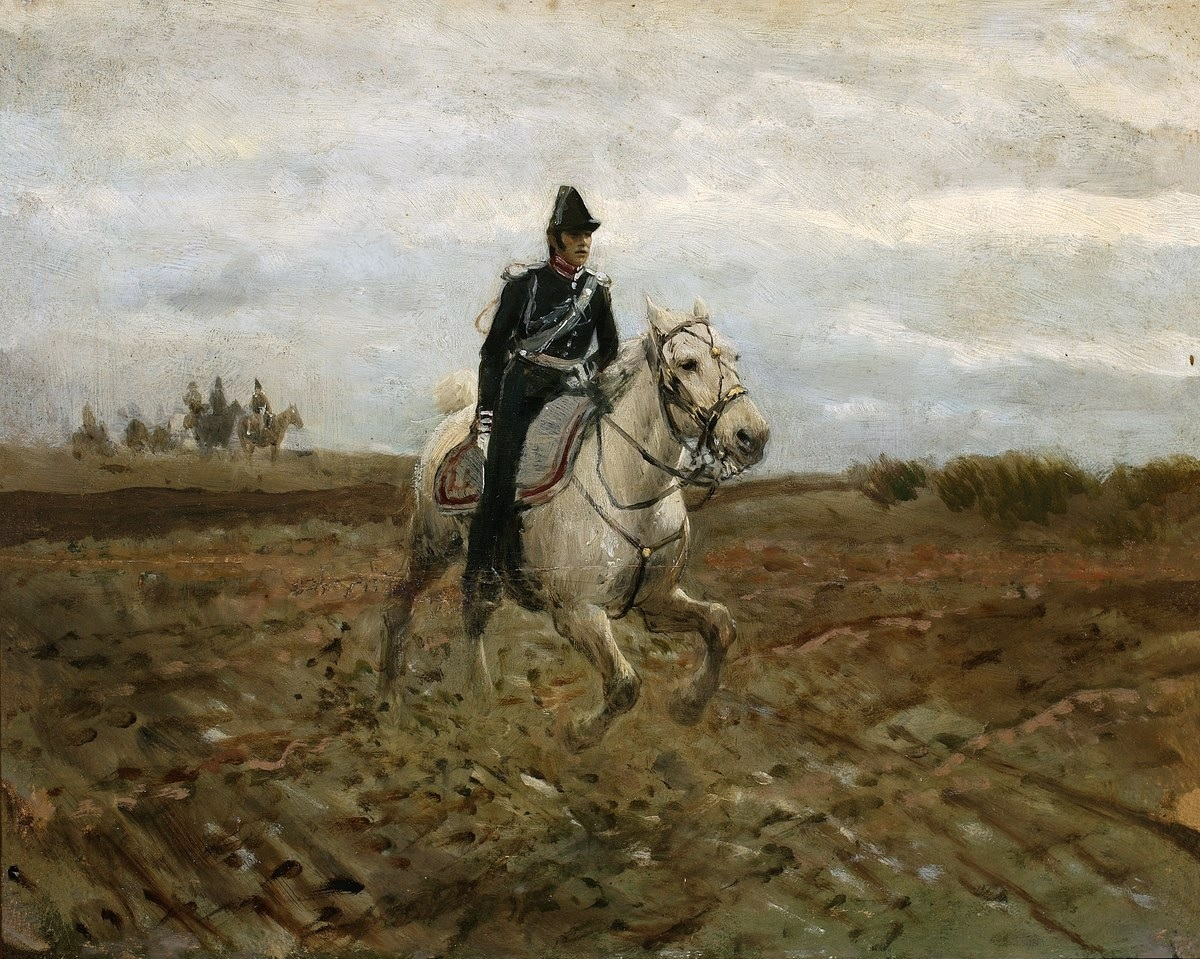
Maksymilian Gierymski, Adiutant sztabowy z 1830 roku

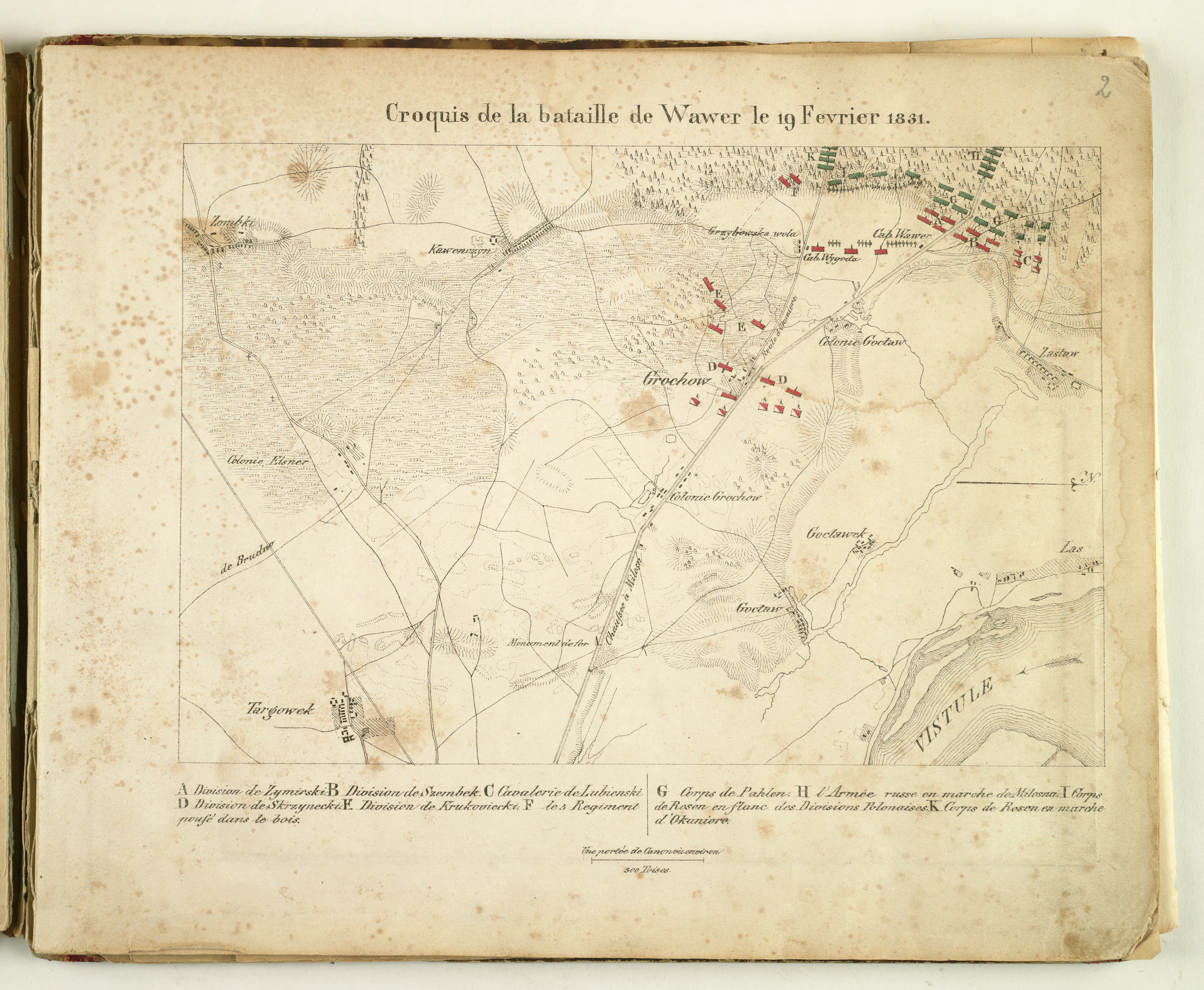
Wydany w 1833 roku szkic I bitwy pod Wawrem.

I bitwa pod Wawrem – jedna z bitew powstania listopadowego, toczona od 19 do 20 lutego 1831 roku.

## Historia
W bitwie starły się wojska polskie dowodzone przez Franciszka Żymirskiego i Piotra Szembeka z I korpusem armii Iwana Dybicza. Polscy dowódcy nie otrzymali jednak posiłków i nie mogli w pełni wykorzystać zwycięstwa. Obecnie Wawer to dzielnica we wschodniej części Warszawy.

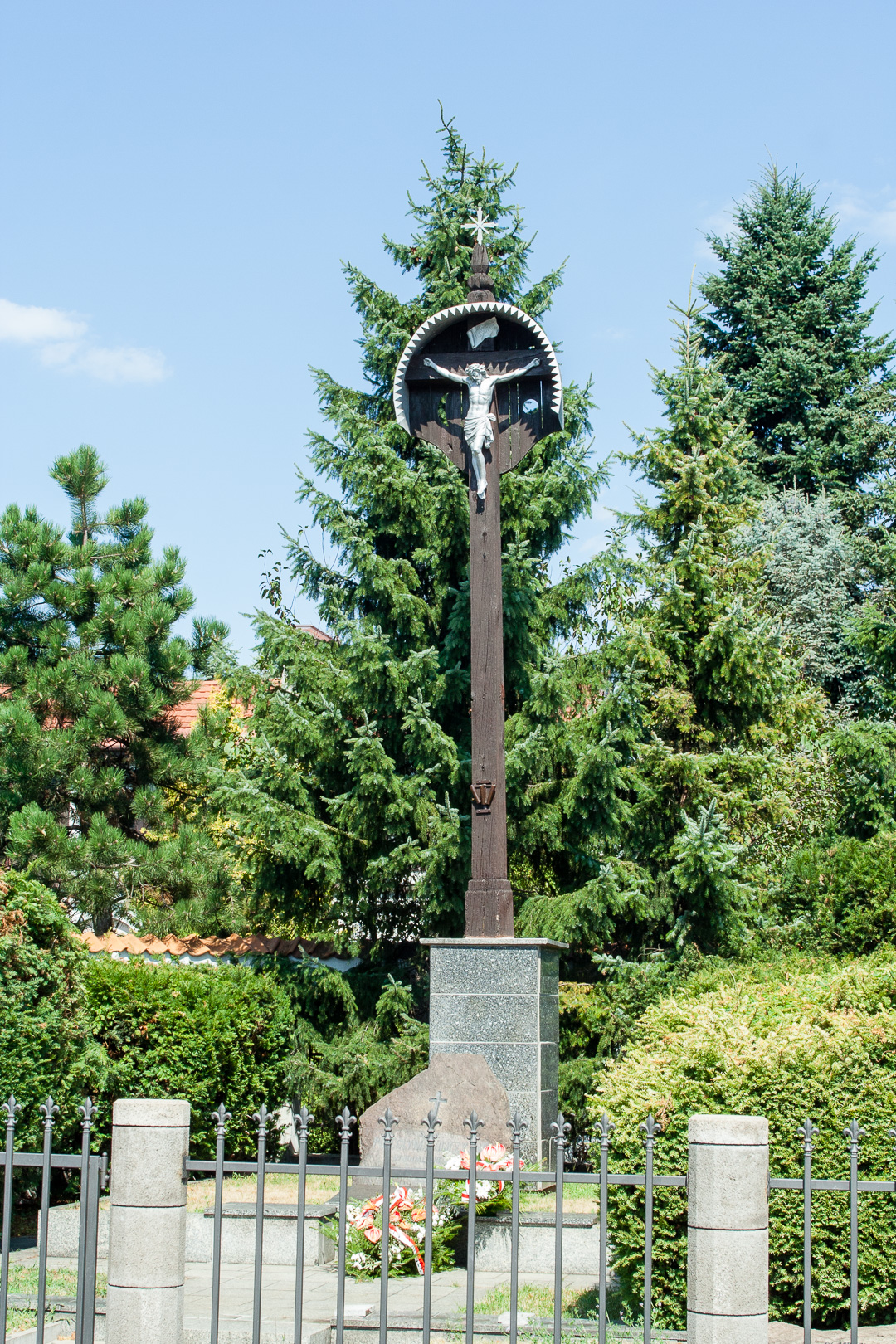
Krzyż powstańczy obok dawnej Karczmy Wawerskiej.